# Háborúban elhunytak
A különböző katonai konfliktusok során elesett emberek összességét, tekinthetjük háborúban elhunytaknak. A háborús veszteségek alatt, így nem csupán a katonákat értjük, hanem a civil lakosságot is. A XX. és XXI. század háborúiban inkább a civil lakosság vesztesége a nagyobb.
Így a háborús veszteségeket okozó eseményeket több kategóriába lehet sorolni.

## Klasszikus cselekmények
- Csatában, különböző katonai események (pl. partraszállás) közben történő halál
- Csata során szerzett sérülés következtében történő halál
- Katonai táborokban, seregekben kitört járványok, éhezés, időjárási körülmények...stb.
- Kivégzések, illetve egyéb módozatok (lásd. biológiai fegyverek).

## Polgári lakosságot érintő események
- Mészárlás
- Vallásháborúk
- Éheztetés
- Települések szándékos lerombolása, avagy katonailag nem indokolt pusztítás

## Újkori technológiák
- Atomfegyverek, s a kémia és biológiai fegyverek fejlesztése, és fokozott használata
- Terrorbombázások
- Genocídiumok

## A 10 legnagyobb véráldozatot követelő háború
1. Második világháború (1939-1945) – 60 000 000 - 72 000 000
2. An Shi lázadás (Kína, 755-763) – kb. 36 000 000
3. Mongol hódítások és inváziók – 30 000 000 - 60 000 000
4. Mandzsu hódítás a Ming-kori Kínában (1616-1662) - kb. 25 000 000
5. Első világháború (1914-1918) – 21 000 000
6. Tajping-felkelés (Kína, 1851-1864) – kb. 20 000 000
7. Második kínai–japán háború (1937-1945) – kb. 20 000 000
8. Kína egyesítéséig eltelt háborús időszak (Kr. e. 475-221) – kb. 10 000 000
9. Timur Lenk hódításai (1360-1405) – 7 000 000 - 20 000 000
10. Polgárháború és intervenció Szovjet-Oroszországban (1917-1921) – 5 000 000 - 9 000 000

## Röviden az ABC fegyverekről
Az ABC egy rövidítés, amiben, az "A" betű az atom, a "B" a biológiai és "C" betű, pedig a kémiai fegyvereket jelöli. Ezek az eszközök elsősorban tömegpusztításra készültek, és a történelem folyamán sokszor használták a civil lakosság ellen is, amint azt a Második kínai–japán háborúban a japán 731-es alakulat tette. Ennek következtében használatukat számos törvénnyel, rendelkezéssel korlátozzák, illetve tiltják.